# László Andor
László Andor, född 3 juni 1966 i Zalaegerszeg, är en ungersk ekonom och politiker. Han representerar Ungerns socialistiska parti.
Andor var EU-kommissionär med ansvar för sysselsättning, socialpolitik och inkludering i Kommissionen Barroso II 2010-2014. Dessförinnan var han medlem i styrelsen för European Bank for Reconstruction and Development.